# Antonio Jesús Ruiz
Antonio Jesús Ruiz Aguilar (Prado del Rey, Cádiz, 1973) es un político español, último secretario general del Partido Andalucista (PA) desde julio de 2012 a septiembre de 2015, teniente de alcalde de El Puerto de Santa María y Concejal en El Puerto desde 2007 a 2014.

## Biografía
Antonio Jesús Ruiz fue elegido secretario general del Partido Andalucista en julio de 2012, tras la celebración de su XVI Congreso Nacional en Sevilla.
Ocupó la vicesecretaría general de Juventudes Andalucistas entre 1999 y 2004. También perteneció a la Ejecutiva Nacional del Partido Andalucista, siendo Antonio Ortega el secretario general.
Portavoz del PA en el Ayuntamiento de El Puerto de Santa María, obteniendo los mejores resultados de su partido en la ciudad en 2011, con el 18 % de los votos y quedando como segunda fuerza política.
Fue presidente de la empresa municipal de suelo y vivienda de El Puerto de Santa María, consejero en Impulsa y también miembro de la Federación Española de Municipios y Provincias, de ACEVIN, RECEVIN, (Ciudades del Vino) y miembro de la dirección de AECIPE (ciudades pesqueras).
Impulsó desde los Ayuntamientos la Iniciativa Legislativa sobre la Renta Social Básica, que registró en el Parlamento de Andalucía con más de una treintena de acuerdos de consistorios andaluces apoyando la misma. Fue admitida a trámite por la mesa del Parlamento, pero finalmente el Consejo Gobierno de la Junta de Andalucía la rechazó por no disponer de crédito presupuestario suficiente.
El 3 de noviembre de 2013 es elegido, mediante proceso de primarias dentro del propio Partido Andalucista, candidato a la Junta de Andalucía para las Elecciones al Parlamento de Andalucía de 2015, por un resultado del 76'97% frente al otro candidato, Sergio Flores. Tras la disolución acordada del PA en septiembre de 2015, Antonio Jesús Ruiz se convertía en el último secretario general de la formación.

## Vida personal
Su madre es María Santos Aguilar González. Ruiz Aguilar está casado con Olga de Navas Díaz, y es padre de tres hijos.